# Bataille de Landévant et Mendon
Ne doit pas être confondu avec Bataille de Landévant.
Chouannerie
Batailles
- Liffré
- 1re Argentré
- Expédition de Quiberon
- (Landévant et Mendon
- Plouharnel
- Quiberon)
- Segré
- 1er Rocher de La Piochais
- La Ceriseraie
- La Cornuaille
- 1re La Croix-Avranchin
- La Vieuville
- Boucéel
- 1re Saint-James
- 2e Rocher de La Piochais
- 2e La Croix-Avranchin
- Auverné
- Andigné
- Croix-Couverte
- Tinchebray
- L'Auberge-neuve
- Locminé
- Saint-Hilaire-des-Landes
- Val de Préaux
- Le Grand-Celland
- 2e Argentré
- Noyant-la-Gravoyère
- La Hennerie
- Saint-Aubin-du-Cormier
- Le Mans
- Nantes
- Saint-Brieuc
- Le Lorey
- Mont-Guéhenno
- La Tour d'Elven
- 2e Saint-James
- Les Tombettes
- Pont du Loc'h

La bataille de Landévant et Mendon se déroule le 3 juillet 1795, au cours de l'expédition de Quiberon, pendant la Chouannerie. Elle s'achève par la victoire des républicains qui reprennent les bourgs de Landévant et de Locoal-Mendon aux chouans.

## Prélude
Après le débarquement des troupes émigrées à Carnac le 27 juin, et les attaques des chouans sur Landévant et Auray le 29, le général en chef républicain Lazare Hoche sort de Vannes le 1er juillet avec plusieurs milliers d'hommes tout juste arrivés en renforts. Le lendemain, Hoche laisse son armée pour se rendre à Lorient, où il retrouve les représentants en mission Guezno et Topsent, ainsi que l'amiral Villaret-Joyeuse. En raison du manque de cartes militaires du littoral, il se rend à Port-Louis — alors appelé Port-Liberté — où un ingénieur dessine un plan du terrain concerné par les opérations militaires, puis il part rejoindre ses troupes entre Hennebont et Auray.
La marche des troupes républicaines s'accompagne cependant d'un certain nombre d'exactions dans les campagnes,. Le 8 juillet, Hoche écrit au commissaire du département Berquet : « J'ai l'âme déchirée de voir la conduite de l'armée que je commande. Tous mes ordres, tous les arrêts possibles n'en changeraient pas l'esprit ; c'est la peine de mort qu'il faudrait faire subir sur-le-champ aux scélérats qui se sont familiarisés avec l'assassinat, le viol et l'incendie »,.
De son côté, le général en chef royaliste Joseph de Puisaye rend visite le 1er juillet au maréchal de camp Jacques Le Prestre de Vauban en son quartier général au village du Moustoir, à Mendon,. Vauban réclame 400 hommes de troupes émigrées et de l'artillerie pour pouvoir reprendre Landévant et Auray,. Puisaye lui promet ces renforts ainsi que des fusils pour tous ses hommes, ce qui regonfle le moral des insurgés, déjà encadrés par quelques officiers venus d'Angleterre. Il repart ensuite vers la presqu'île de Quiberon afin de prendre part au siège du fort de Penthièvre. Cependant, malgré les ordres de Puisaye, le colonel Louis d'Hervilly, commandant des troupes émigrées, rappelle rapidement le détachement envoyé à Vauban afin qu'il prenne part à l'attaque de la presqu'île,. Selon les mémoires de Puisaye, « les insurgés se crurent abandonnés et trahis ; leur mécontentement fut au comble, le découragement le suivit ; grand nombre de paysans retournèrent dans leurs paroisses ».

## Forces en présence
Du côté des républicains, Hoche dispose de 10 000 hommes à Vannes à la date du 1er juillet, d'après un rapport des administrateurs du département au Comité de salut public, puis de 13 000 hommes à la date du 4 juillet. Une colonne de 1 000 hommes commandée par le général Chabot et venue de Lorient prend également position à Hennebont.
Du côté des chouans, Vauban écrit dans ses mémoires que 14 000 paysans « de tout âge et peu aguerris » tiennent la ligne de défense de Landévant à Auray. Puisaye rapporte quant à lui que 17 000 fusils ont été distribués à Carnac après le débarquement du 27 juin, mais que certains des hommes de Vauban sont encore sans armes à la date du 1er juillet. Vauban est alors présent à Mendon, tandis que Vincent de Tinténiac occupe sur sa gauche les abords de Landévant et que Paul du Bois-Berthelot se tient sur sa droite aux abords d'Auray.

## Déroulement
Le 3 juillet, Hoche passe à l'offensive. La première attaque est menée à Landévant, sur l'aile gauche royaliste, par l'adjudant-général Auguste Mermet et 600 hommes sortis d'Auray. Le général Louis Chabot et le représentant en mission Louis Bruë sortent également d'Hennebont avec 1 000 hommes et entrent à Landévant à 5 heures, après quelques petits combats dans les environs de Brandérion,,.
Tinténiac réclame alors des renforts et Vauban arrive lui-même à son secours avec 2 000 hommes de sa division,,,. D'après les mémoires de Vauban, « les royalistes se battirent fort mal, quoique dans une excellente position » et les troupes de Tinténiac sont mises « dans une déroute complète ». Selon les mémoires de Puisaye, les hommes de Tinténiac, postés en embuscade, sont attaqués par trois colonnes qui tentent de les tourner. Mais, « découragés et furieux » de n'avoir aucune pièce d'artillerie pour répondre aux canons des républicains, ils lâchent rapidement pied « sans tirer un coup de fusil », malgré les efforts de leurs officiers. La charge d'un escadron de cavalerie transforme bientôt la retraite en déroute générale.
Abandonnés par leurs hommes, Vauban et ses officiers se retrouvent un moment seuls au milieu des républicains dispersés en tirailleurs, mais ils parviennent à regagner Mendon après avoir traversé deux criques à la nage,.
Pendant ce temps, l'aile droite royaliste, menée par Bois-Berthelot et d'Allègre de Saint-Tronc, est également attaquée entre Auray et Locmariaquer, mais elle parvient à effectuer sa retraite en bon ordre sur Carnac,.
Vauban n'a alors plus que 6 000 hommes à Mendon, au centre des lignes royalistes, qui n'ont pas encore été attaqués. Il tente cependant une contre-attaque et s'établit sur une plaine aux abords d'Auray,,,. Dans ses mémoires, Vauban déclare que les forces républicaines en face de lui se réfugient à l'intérieur de la ville, puis qu'il surprend et met en déroule les tirailleurs républicains lancés à la poursuite de Tinténiac en leur causant de lourdes pertes. Pour sa part, Puisaye indique seulement que Vauban rallie un certain nombre de fuyards, puis qu'il effectue lentement sa retraite sur le bourg de Ploemel.
D'après le représentant Louis Bruë, une colonne passe par le pont du Crannic et se heurte aux chouans à Branhoc, à l'est du bourg de Mendon,. Les défenseurs résistent plus d'une heure, mais ils finissent par prendre la fuite et « sont mis en pleine déroute »,,. 
Le 4 juillet à Landévant, Hoche annonce sa victoire au Comité de salut public et assure de bientôt anéantir les « rebelles ».

## Pertes
D'après le rapport d'un aide de camp du général républicain Canclaux, rédigé le 16 messidor an III (4 juillet 1795), les pertes royalistes sont de 300 à 400 hommes, contre 60 blessés et peu d'hommes tués côté républicain,. Le 17 messidor an III (5 juillet 1795), le directoire départemental annonce une perte de 300 ou 400 hommes pour les chouans contre quelques tirailleurs tués du côté des républicains,,. 
Dans ses mémoires, Vauban affirme que pas moins de 1 500 soldats républicains sont tués et 700 à 800 autres faits prisonniers lors de sa contre-attaque,, mais son estimation est très surévaluée. Puisaye et Vauban font également mention de la mort de deux émigrés : le marquis de la Moussaye et le comte de Langan,. L'abbé François Cadic fait quant à lui état d'une centaine de tués du côté des chouans.